# Josi Campos
Josete Armênia de Campos Rodrigues (Canoas, 1963), mais conhecida como Josi Campos, é uma ex-modelo e ex-atriz brasileira.

## Biografia
Em 1982, Josi Campos foi manequim do Clodovil no programa TV Mulher, em 1983, tentou ser Miss Rio Grande do Sul, em 1986, foi finalista do Miss São Paulo e no mesmo ano, ficou em terceiro lugar no Miss Brasil “Beleza Internacional”, com a faixa de Miss Minas Gerais. Residiu no Rio de Janeiro, em 1987, venceu o disputado concurso Garota de Ipanema, desfilou nos anos seguintes pela Mangueira, Portela e União da Ilha no carnaval carioca.
Realizou diversos ensaios para revistas masculinas, foi capa duas vezes da Ele Ela em setembro de 1986 e julho de 1989, e uma da Playboy em novembro de 1987.
Realizou trabalhos na televisão, com destaque para o polêmico Caso Especial: Garota da capa, dirigido por Walter Avancini em 1988 e estreou no cinema no mesmo ano, dirigida por Ruy Guerra, num filme baseado na obra O Amor no Tempo do Cólera, de Gabriel Garcia Márquez, atuou também em um filme do diretor Ivan Cardoso em 1990.
Afastou-se da vida artística em 1996, apesar de ainda fazer relativo sucesso nessa época.

## Pessoal
No auge da fama, teve relacionamentos com o humorista Chico Anísio, o cineasta Ruy Guerra, o geriatra Eduardo Gomes (médico de Pelé), e até com o roqueiro inglês Billy Idol.
Em 2004, Josi foi encontrada passando por enormes dificuldades, com problemas psicológicos, sem dinheiro e magra, sobrevivia graças a ajuda de uma vizinha, posteriormente recebeu auxílio da família e da FUNJOR.

## Carreira

### Televisão
- Viva o Gordo
- Sassaricando .... modelo (figurante)
- Garota da Capa

### Cinema
- 1988 - A Bela Palomera .... Matilde
- Eliane, Amazônia um filme brasileiro

1990 - O Escorpião Escarlate